# Прапрече при Стражи
Прапрече при Стражи (словен. Prapreče pri Straži) је насељено место у општини Стража, регија Југоисточна Словенија, Словенија.

## Историја
До територијалне реорганизације у Словенији биле су у саставу старе општине Ново Место.

## Становништво
У попису становништва из 2011. године, Прапрече при Стражи су имале 139 становника.
| Број становника према пописима | Број становника према пописима | Број становника према пописима |
| ------------------------------ | ------------------------------ | ------------------------------ |
| 1991                           | 2002                           | 2011                           |
| 116                            | 124                            | 139                            |

Напомена: Од 1953. до 1987. године исказивано под именом Прапрече при Горењи Стражи.